# Isocolpodia diervillae
Isocolpodia diervillae är en tvåvingeart som först beskrevs av Ephraim Porter Felt 1907.  Isocolpodia diervillae ingår i släktet Isocolpodia och familjen gallmyggor.
Artens utbredningsområde är New York. Inga underarter finns listade i Catalogue of Life.